# AR-50
AR-50 — однозарядная крупнокалиберная снайперская винтовка производства Armalite.
Винтовка обладает тяжёлым стволом с дульным многоканальным компенсатором. Стрельба ведётся с регулируемых по высоте сошек. Пистолетная рукоятка и облегчённый тактический съёмный приклад — модифицированные от автомата М16. Винтовка транспортируется в специальных мягких или жёстких кейсах.
AR-50 комплектуется оптическим прицелом, открытый прицел отсутствует. Рассеивание при стрельбе на 1000 ярдов (914,4 м) — 7-8 дюймов (17,78—20,32 сантиметров).